# Aclymene gesae
Aclymene gesae är en ringmaskart som beskrevs av Buzhinskaja 1995. Aclymene gesae ingår i släktet Aclymene och familjen Maldanidae. Inga underarter finns listade i Catalogue of Life.